# هلنا الور
هلنا الور (دانمارکی: Helena Elver؛ زادهٔ ۱ مارس ۱۹۹۸) بازیکن هندبال اهل دانمارک است.